# Josip Weber
Josip Weber, född 16 november 1964 som Josip Veber, död 8 november 2017, var en kroatisk-belgisk professionell fotbollsspelare som spelade som anfallare för fotbollsklubbarna NK Borac Podvinje, Slavonski Brod, Hajduk Split, Dinamo Vinkovci, Cercle Brugge och Anderlecht mellan 1981 och 1997. Han vann en Kup Jugoslavije u fudbalu med Hajduk Split och ett ligamästerskap med Anderlecht. Weber spelade också tre landslagsmatcher för det kroatiska fotbollslandslaget 1992 och åtta landslagsmatcher för det belgiska fotbollslandslaget 1994.
Den 8 november 2017 avled Weber av prostatacancer vid 52 års ålder.